# Mission Foureau-Lamy

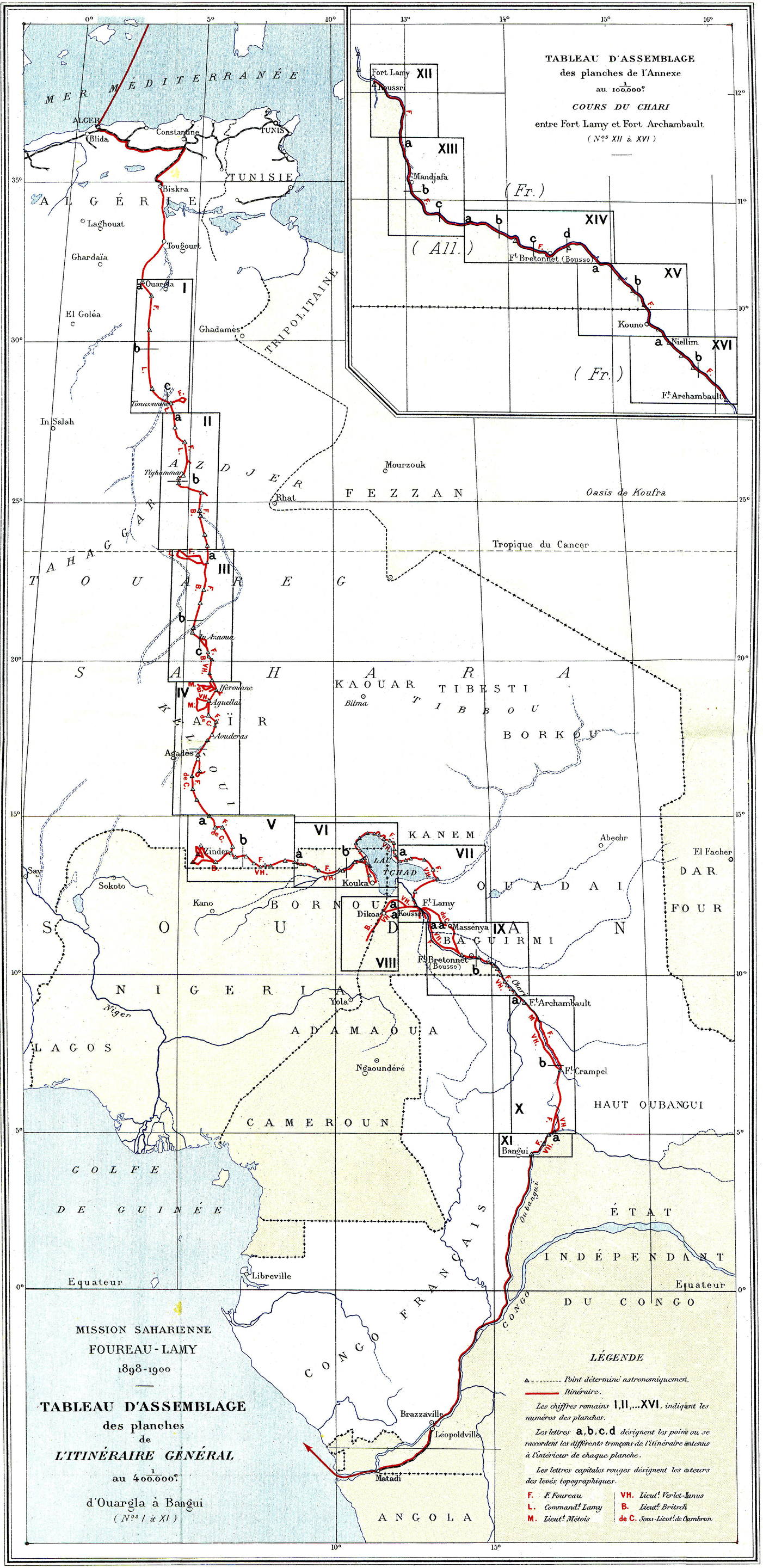
Karte des Verlaufs der Mission Foureau-Lamy

Die Mission Foureau-Lamy war eine französische Forschungs- und Militärexpedition durch Afrika. Sie begann 1898 in Ouargla in Nordafrika und endete 1900 in Bangui in Zentralafrika.
Die unter der Führung von Fernand Foureau und Amédée-François Lamy stehende Expedition leistete eine Sahara-Durchquerung und unterstützte die Ansprüche Frankreichs auf weite Teile von Französisch-Westafrika und Französisch-Äquatorialafrika.

## Hintergrund
Im Wettlauf um Afrika waren Ende des 19. Jahrhunderts etwaige Gebietsansprüche Frankreichs und des Vereinigten Königreichs auf die zentrale Sahara, den nigrischen Raum und das Tschadsee-Gebiet noch ungeklärt. Für französische Imperialisten war lange Zeit die noch unerreichte Wüstenstadt Timbuktu das Ziel ihrer Wünsche gewesen. Als diese besetzt worden war, wurde der Tschadsee zum neuen Symbol einer möglichen Expansion.
Die französische Regierung hatte keinen durchdachten Plan, welche Gebiete in welcher Form Frankreich unterworfen werden sollten. Die folgenden Entwicklungen waren eher durch Improvisation und Zufall geprägt: Es gab drei verschiedene Missionen, die mehr oder weniger zeitgleich für Frankreich aus verschiedenen Richtungen in die genannten Gebiete vordrangen. Die Mission Voulet-Chanoine unter der Führung von Paul Voulet und Julien Chanoine begann am Niger und sollte den Tschadsee von Westen kommend erreichen. Die Mission Gentil unter der Leitung von Émile Gentil hatte ebenfalls den Tschadsee als Ziel, startete aber im Süden in Brazzaville. Die Mission Foureau-Lamy schließlich sollte vom französischen Algerien aus die Sahara in Nord-Süd-Richtung durchqueren und im Hochgebirge Aïr und der Stadt Agadez Flagge zeigen. Ihr Beginn traf zeitlich mit dem Höhepunkt der Faschoda-Krise zusammen.

## Zusammenstellung

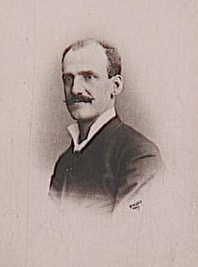
Foureau
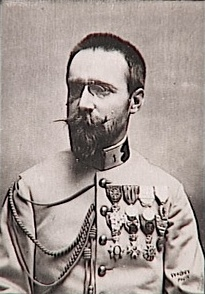
Lamy

Die Mission Foureau-Lamy kam zustande, als mit Fernand Foureau und Amédée-François Lamy zwei Männer unterschiedlicher Herkunft, die sich vorher nicht kannten und die nur das gemeinsame Ziel einer Sahara-Durchquerung einte, ihre Kräfte bündelten. Der Zivilist Foureau lebte bereits seit einigen Jahren in Algerien und galt durch seine Forschungen als der führende Sahara-Experte Frankreichs. Lamy war ein Offizier mit großer militärischer Erfahrung in den französischen Kolonien. Er hatte unter anderem in Algerien, Tunesien und Tonkin gedient. Für die Finanzierung der Expedition hatte vor allem die Gelehrtengesellschaft Société de Géographie gesorgt.
Die wissenschaftliche Ausrichtung der Mission mit Fernand Foureau als Aushängeschild verdeckte nur oberflächlich den imperialistisch-militärischen Charakter der Mission. In Paris hatten sich die Kreise, die eine durch militärische Übermacht gewährleistete Inanspruchnahme der Sahara forcierten, gegenüber den lange vorherrschenden Befürwortern einer Unterwerfung der Wüstenbewohner durch Handelsbeziehungen und vorsichtige Diplomatie durchgesetzt. Eine frühere französische Sahara-Expedition, jene von Paul Flatters in den Jahren 1880/1881, war katastrophal gescheitert. Auch diese Scharte galt es in den Augen der Pariser Kolonialisten auszuwetzen.
Die stark bewaffnete Mission Foureau-Lamy bestand aus vier Zivilisten, zehn Offizieren, 32 französischen Unteroffizieren, 213 algerischen Tirailleuren, 50 Sahara-Tirailleuren und 13 Spahis. Hinzu kamen 20 Führer vom Araber-Clan der Châamba, sechs Marabouts und 49 Kameltreiber. Bei ihrem Abmarsch wurde sie von 1200 Kamelen begleitet, die mehr als 5000 Kisten mit Reisegepäck transportierten.

## Verlauf

### Von Ouargla bis Agadez
Nach der Anreise von Algier startete die Mission Foureau-Lamy am 23. Oktober 1898 bei Ouargla und führte Richtung Süden über das Sandmeer des Östlichen Großen Ergs und die Gebirge Tassili n'Ajjer und Ahaggar ins Gebirge Aïr. Im Bergdorf Iférouane schlug die Expedition am 24. Februar 1899 für drei Monate ein Lager auf, von wo aus sie die umliegenden Täler erkundete. Danach ging die Route weiter durch den Aïr, wobei nochmals ein mehrwöchiger Aufenthalt im Bergdorf Aoudéras genommen wurde, bis die Mission am 28. Juli 1899 die Stadt Agadez erreichte. Nach Touren in der Umgebung von Agadez wurde die Stadt endgültig am 17. Oktober 1899 weiter Richtung Süden verlassen.
Während dieses Abschnitts der Reise griffen Tuareg die Mission an, wobei ein französischer Oberst starb. Ein großer Teil der als Lasttiere dienenden Kamele und Pferde verendete infolge von Wassermangel. Deshalb vergruben oder verbrannten die Expeditionsteilnehmer mehr als einmal mitgeführte Lasten. Ferner führte das unwegsame Wüsten- und Gebirgsgelände zu mehreren Unfällen.

### Von Agadez bis Zinder
Die Mission passierte die Geländestufe Tiguidit und den Brunnen von Aderbissinat und erreichte südlich der Sahara die Dörfer Gangara und Sabon Kafi im Damergou. Schließlich kam sie in die schon französisch besetzte Stadt Zinder, wo sie von 20. November bis 28. Dezember 1899 ihr Quartier nahm. Während dieser Zeit unternahm ein Teil der Truppe eine ausgedehnte Expedition in das Gebiet westlich der Stadt. Dabei wurden die Ortschaften Kantché, Koona, Gazaoua, Tessaoua, Maïjirgui und Dan Kori aufgesucht. In dieser Gegend war ein halbes Jahr zuvor die Mission Voulet-Chanoine zu ihrem gewaltsamen Ende gekommen.
Nach späterer Einschätzung Foureaus war ab Zinder der schwierigste Teil der Strecke vorbei. Lamy befehligte westlich von Zinder Kampfhandlungen gegen aufständische lokale Herrscher. Der Leichnam des Offiziers Jean-François Klobb, der von Teilnehmern der Mission Voulet-Chanoine ermordet worden war, wurde von der Mission Foureau-Lamy von Dan Kori nach Zinder gebracht.

### Von Zinder bis zum Tschadsee

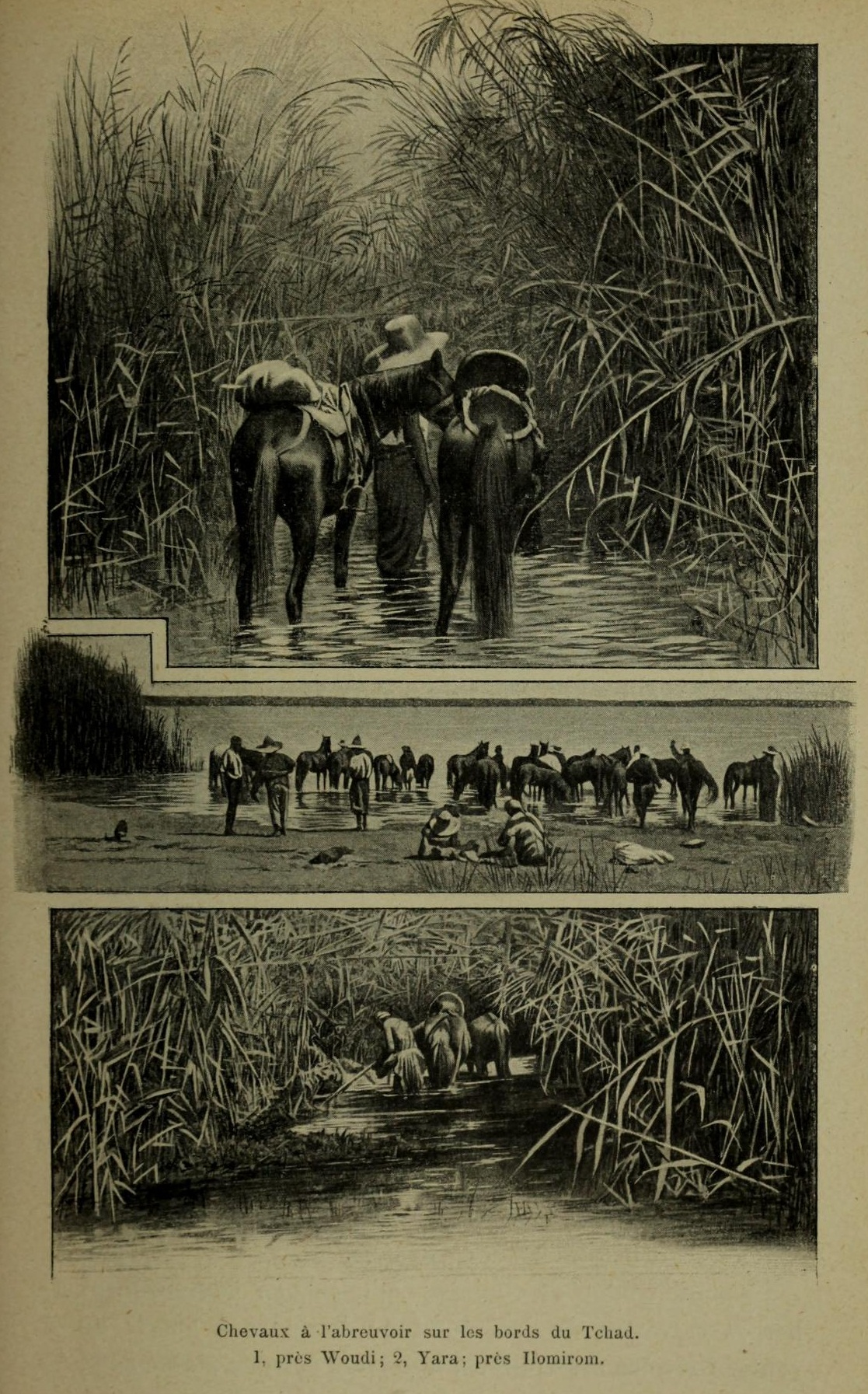
Fotoaufnahmen der Mission Foureau-Lamy vom Tschadsee (1900)

Nach Zinder zog die Mission Foureau-Lamy weiter Richtung Osten in das Kernland des Reichs Bornu. Über den alten Herrschaftssitz Mirriah erreichte sie im Januar 1900 den Fluss Komadougou Yobé und den Tschadsee. Nach einem Abstecher zu den Ruinen von Kuka führte die Route entlang des Seeufers, wo die Dörfer Bosso, Barwa und N’Guigmi besucht wurden. Im Februar 1900 ging es entlang des Flusses Schari weiter südwärts. Von 3. März bis 26. April 1900 nahm die Expedition im Dorf Kousséri Quartier.
Die Mission Foureau-Lamy übernahm die Route, die für die Mission Voulet-Chanoine vorgesehen gewesen war, und setzte sich zugleich auf die Spur von deren versprengten Resten. Wassermangel stellte nunmehr kein Problem mehr dar, doch war die dürre Vegetation als Futter unzureichend, sodass die Expedition weitere Pferde verlor. Die sumpfige Uferlinie des Tschadsees war schwer nachzuvollziehen und mangels geeigneter lokaler Führer mussten die Reisenden viele Umwege machen. Bereits am Komadougou Yobé stieß die Expedition auf niedergebrannte Dörfer und viele am Boden verstreute menschliche Knochen, die der Gewaltherrschaft von Rabih az-Zubayr zuzuschreiben waren, der sich an die Spitze des Reichs Bornu gesetzt hatte. Am Seeufer trafen die Mission Foureau-Lamy und die Reste der Mission Voulet-Chanoine aufeinander und vereinigten sich auf ihrem Weg zum Schari. In Kousséri schließlich kam es zur Begegnung mit der dritten französischen Expedition, der Mission Gentil. Die Militärs der drei Missionen – ohne der Beteiligung von Zivilisten wie Foureau – sahen sich nun stark genug für eine direkte Konfrontation mit den Truppen von Rabih az-Zubayr. Das Kommando übernahm mit Amédée-François Lamy der älteste Offizier. In der Schlacht bei Kousséri am 22. April 1900 wurde Rabih az-Zubayr besiegt und getötet, doch auch Lamy verlor sein Leben.

### Vom Tschadsee bis Bangui
Trotz des Todes von Lamy setzte die Mission ihre Erkundungen fort. Zunächst stieß sie in Gebiete der Tschadseeländer vor, die auch für die deutsche Kolonie Kamerun beansprucht wurden. Die Expeditionsgruppe verbrachte zwei Wochen in Dikoa, der Hauptstadt Bornus. Dann kehrte sie zum Fluss Schari zurück und durchquerte das Gebiet von Baguirmi Richtung Süden, entlang des sogenannten Entenschnabels. Ihre Stationen waren französische Stützpunkte wie Fort-Archambault, Fort-Crampel, Fort-Sibut und Mitte des Jahres 1900 das am Fluss Ubangi an der Grenze zum Freistaat Kongo gelegene Fort-de-Possel. Von dort aus wurde die letzte Etappe bis zur Stadt Bangui bewältigt, die von den letzten Teilnehmern der Mission am 15. August 1900 erreicht wurde.
Von Ouargla bis Bangui hatte die Mission mehr als 5200 Kilometer zurückgelegt. Die Rückreise nach Frankreich erfolgte über die Hafenstadt Matadi und den Atlantik. Foureau reiste die letzten Teile der Strecke alleine, der Rest der Mission folgte seiner Route mit mehreren Wochen Verspätung. Den Schari und den Ubangi befuhr Foureau mit einer Piroge. Vom Schari zwischen Kousséri und Fort-Archambault nahm er eine genaue Vermessung vor.

## Nachwirkung
Die Mission Foureau-Lamy steckte durch ihre Präsenz und ihre militärischen Aktionen die französischen Ansprüche in einem großen Gebiet Afrikas ab und beeinflusste damit langfristig die Staatenbildung von Algerien, Niger und Tschad. Bereits am 29. Mai 1900, fünf Wochen nach dem Tod von Amédée-François Lamy, wurde gegenüber von Kousséri unter dem Namen Fort-Lamy ein Ort als Verwaltungssitz einer französischen Kolonialverwaltung gegründet. Am 23. Juli 1900 wurde das bis zum Aïr und zum Tschadsee reichende französische Militärterritorium von Zinder gegründet, das am 20. Dezember 1900 mit dem Kreis Djerma zum Dritten Militärterritorium zusammengeschlossen wurde, womit der Nukleus von Niger geschaffen war. Im Tschad kam es am 5. November 1900 zur Gründung eines französischen Militärterritoriums für das Schari-Tschadsee-Gebiet, was eine direkte Folge des Siegs über Bornu in der Schlacht bei Kousséri war. Auch dass Algerien im Vergleich zu den Nachbarstaaten Tunesien und Marokko auffällig weit in die Sahara hineinragt, ist ein Ergebnis der Mission: ging jene doch in ihren Ursprüngen und ihrer Zusammensetzung aus dem französischen Algerien hervor.
Die Erfolge der Mission Foureau-Lamy aus französischer Sicht beflügelten den Nationalismus und Kolonialismus im Land. Der Mission wurde 1930 ein Denkmal in Ouargla und 1938 eine Gedenkstele in Algier errichtet. Im Jahr 1950 fand an der Sorbonne in Paris mit den noch lebenden Teilnehmern der Mission Foureau-Lamy eine Gedenkfeier unter dem Vorsitz des französischen Staatspräsidenten Vincent Auriol statt.
Fernand Foureau veröffentlichte von 1902 bis 1905 eine umfangreiche wissenschaftliche Dokumentation der Mission, die detailreiche Beobachtungen von Astronomie und Meteorologie über Orographie, Hydrographie, Topographie, Botanik, Geologie, Petrographie und Paläontologie bis zu Ethnographie und Ökonomik umfasst. Foureaus mit Bild- und Kartenmaterial angereicherte Arbeit wurde von der zeitgenössischen Wissenschaft sehr wohlwollend aufgenommen.

### Veröffentlichungen der Expeditionsteilnehmer
- Jean-Claude Abadie, Françoise Abadie: Sahara–Tchad (1898–1900). Carnet de route de Prosper Haller, médecin de la mission Foureau-Lamy. L’Harmattan, Paris 1989, ISBN 2-7384-0286-0.
- Jacques Britsch: La mission Foureau-Lamy et l’arrivée des Français au Tchad, 1898–1900. Carnets de route du lieutenant Gabriel Britsch. Vorwort von Pierre Rondot. L’Harmattan, Paris 1989, ISBN 2-7384-0308-5.
- Fernand Foureau: Mission saharienne Foureau-Lamy. D’Alger au Congo par le Tchad. Masson, Paris 1902 (gallica.bnf.fr).
- Fernand Foureau: Documents scientifiques de la mission saharienne. Mission Foureau-Lamy d’Alger au Congo par le Tchad. Band I: Observations astronomiques. Météorologie. Orographie. Hydrographie. Topographie. Botanique. Masson, Paris 1905 (jubilotheque.upmc.fr).
- Fernand Foureau: Documents scientifiques de la mission saharienne. Mission Foureau-Lamy d’Alger au Congo par le Tchad. Band II: Géologie. Pétrographie et paléontologie. Esquisse ethnographique. Notes sur la faune préhistorique. Aperçu commercial. Conclusions économiques. Masson, Paris 1905 (jubilotheque.upmc.fr).
- Fernand Foureau: Documents scientifiques de la mission saharienne. Mission Foureau-Lamy d’Alger au Congo par le Tchad. Atlas (Kartograf: Verlet-Hanus). Masson, Paris 1905 (jubilotheque.upmc.fr).
- Charles Guilleux: Journal de route d’un caporal de tirailleurs de la Mission saharienne (mission Foureau-Lamy), 1898–1900. Sahara – Aïr – Soudan – lac Tchad – Chari – Congo. Schmitt, Belfort 1904 (gallica.bnf.fr).
- Alexis Métois: De l’Algérie au Congo par le Tchad. Conférence faite à la Société de Géographie de Poitiers le 27 juin 1901. Blais et Roy, Poitiers 1901 (gallica.bnf.fr).
- Emile Reibell: Carnet de route de la mission saharienne Foureau-Lamy (1898–1900). Vorwort von General Chambrun. Plon, Paris 1931.

### Sekundärliteratur
- Edmond Bonnet: Note sur les collections botaniques recueillies par la mission saharienne Foureau-Lamy. In: Bulletin du Muséum d’histoire naturelle. Nr. 6, 1901, S. 280–283.
- Jean-Pierre Duhard: Le spahi Fernand Ravin. Une vocation saharienne. L’Harmattan, Paris 2013, ISBN 978-2-343-00379-5, Chapitre 6: Avec la mission Foureau-Lamy, S. 91–155.
- Th. Fischer: Documents scientifiques de la mission saharienne, mission Foureau-Lamy. Buchbesprechung. In: Geographische Zeitschrift. Band 13, Nr. 11, 1907, S. 649–650.
- Gabriel Galland: Vingt mois au pays de la soif. La mission saharienne Foureau-Lamy, octobre 1898–mai 1900. Librairie nationale d’éducation et de récréation, 1906 (archive.org – fiktionaler Briefwechsel mit einem Missionsteilnehmer).
- Louis Gardel: Les rêveurs du Sahara. Fernand Foureau et François-Joseph Lamy, de l’Algérie au Soudan, 1898–1900. In: Pierre Fournié, Sophie de Sivry (Hrsg.): Aventuriers du monde. Les grands explorateurs français au temps des premiers photographes, 1866–1914. L’Iconoclaste, Paris 2003, ISBN 2-913366-07-4, S. 212–223.
- Raoul Gautier: Documents scientifiques de la Mission saharienne (Mission Foureau-Lamy, 1898–1900), par F. Foureau, 1903–1905. Buchbesprechung. In: Le Globe. Revue genevoise de géographie. Nr. 47, 1908, S. 124–136 (persee.fr).
- Haller: Wyprawa Foureau-Lamy do jeziora Czad. Noskowski, Warschau 1901 (polona.pl).
- Douglas Porch: The Conquest of the Sahara. Farrar, Straus & Giroux, New York 2005, ISBN 978-0-374-12879-1 (Erstausgabe: Knopf, New York  1984).
- René Pottier: La mission Foureau-Lamy. Éditions de l’Union Française, Paris 1951.
- Maurice Zimmermann: La mission Foureau-Lamy – La question du Transsaharien. In: Annales de Géographie. Nr. 38, 1899, S. 185–186 (persee.fr).
- Maurice Zimmermann: La mission Foureau-Lamy. In: Annales de Géographie. Nr. 39, 1899, S. 282–283 (persee.fr).
- Maurice Zimmermann: La France dans le Sahara. L’occupation d’In Salah. La mission Foureau-Lamy. In: Annales de Géographie. Nr. 44, 1900, S. 180–182 (persee.fr).